# Push-relabel algoritam maksimalnog protoka grafa
Push-relabel algoritam je jedan od najefikasnijih algoritama za izračunavanje maksimalnog protoka. U opštem slučaju, algoritam ima vremensku složenost {\displaystyle O(V^{2}E)}, dok implementacija korišćenjem FIFO (prvi unutra - prvi napolje) pravila pronalaženja najviše tačke ima složenost {\displaystyle O(V^{3})}. Pravilo pronalaženja najviše aktivne tačke daje složenost {\displaystyle O(V^{2}{\sqrt {E}})}, a implementacija preko Sletorovog i Tarjanovog dinamičkog stabla ima složenost {\displaystyle O(VE\log(V^{2}/E))}. Asimptotski, algoritam je efikasniji od Edmonds-Karpovog algoritma koji ima složenost {\displaystyle O(VE^{2})}.

## Algoritam
Data je mreža protoka {\displaystyle G(V,E)}, tako da je kapacitet iz čvora u, do čvora v zadat sa {\displaystyle c(u,v)}, sa izvorom s i ponorom t. Želimo da pronađemo maksimalni protok koji se može poslati od s do t, kroz zadatu mrežu. Na čvorove se primenju dve vrste operacija, push i relabel. Tokom algoritma održavamo:
- {\displaystyle f(u,v)}. Trenutni protok od u do v. Dostupan kapacitet je {\displaystyle c(u,v)-f(u,v)}.
- {\displaystyle \mathrm {visina} (u)}. Operaciju push od u do v vršimo samo kada je {\displaystyle \mathrm {visina} (u)} > {\displaystyle \mathrm {visina} (v)}. Za svako u, {\displaystyle \mathrm {visina} (u)} je neoznačen ceo broj.
- {\displaystyle \mathrm {visak} (u)}. Zbir protoka od, i do, čvora u.

Nakon svakog koraka algoritma važi:
- {\displaystyle \ f(u,v)\leq c(u,v)}. Protok između u i v, ne prekoračuje kapacitet.
- {\displaystyle \ f(u,v)=-f(v,u)}. Održavamo protok mreže.
- {\displaystyle \ \sum _{v}f(v,u)=\mathrm {visak} (u)\geq 0} za svaki čvor {\displaystyle u\neq s}. Samo izvor može da proizvodi protok.

Primetimo da je poslednji uslov manje rigorozan od odgovarajućeg uslova za pravilan protok u običnoj mreži protoka.
Zapažamo da je najduži mogući put od s do t dugačak {\displaystyle |V|} čvorova. Dakle, mora biti moguće dodeliti visinu takvim čvorovima za svaki pravilan protok. {\displaystyle \mathrm {visina} (s)=|V|} i {\displaystyle \mathrm {height} (t)=0}, i ako postoji pozitivan protok od u do v, {\displaystyle \mathrm {height} (u)>\mathrm {height} (v)}. Kako podešavamo visinu čvorova, tok teče kroz mrežu kao voda kroz pejzaž. Za razliku od algoritama kao što je Ford-Fulkersonov, protok kroz mrežu nije obavezno i pravilan protok u toku izvršavanja algoritma.
Ukratko, visine čvorova (izuzev s i t) su podešene, i tok je poslat između čvorova, dok maksimalan mogući protok ne stigne do t. Tada nastavljamo da povećavamo visinu internih čvorova dok se sav tok koji je ušao u mrežu, ali nije dostigao t, ne vrati do s. Čvor može dostići visinu {\displaystyle 2|V|-1} pre nego što je ovo završeno, tako da je najduži mogući put nazad do s, ne računajući t, jednak {\displaystyle |V|-1}, a {\displaystyle \mathrm {visina} (s)=|V|}. Visina čvora t se čuva na 0.

### Push
Push od u do v znači slanje dela viška protoka u u, do čvora v. Ovi uslovi moraju biti ispunjeni da bi push mogao da se odvija:
- {\displaystyle \mathrm {visak} (u)>0}. Više toka ulazi u čvor, nego što iz njega izlazi, do sad.
- {\displaystyle c(u,v)-f(u,v)>0}. Raspoloživ određeni kapacitet iz u ka v.
- {\displaystyle \mathrm {visina} (u)>\mathrm {visina} (v)}. Može se slati samo u niži čvor.

Šaljemo određenu količinu toka jednaku {\displaystyle \min(\mathrm {visak} (u),c(u,v)-f(u,v))}.

### Relabel
Operacija relabel na čvoru u je povećavanje visine tog čvora dok ona nije veća od najmanje jednog čvora čiji kapacitet nije ispunjen. Uslovi za ovu operaciju:
- {\displaystyle \mathrm {visak} (u)>0}. Mora da postoji razlog za ovu operaciju.
- {\displaystyle \mathrm {visina} (u)\leq \mathrm {visina} (v)} za svako v takvo da je {\displaystyle c(u,v)-f(u,v)>0}. Jedini čvorovi koji imaju dovoljan kapacitet su viši.

Kada vršimo ovu operaciju na u, podešavamo {\displaystyle \mathrm {visina} (u)} tako da ona bude najniža vrednost takva da je {\displaystyle \mathrm {visina} (u)>\mathrm {visina} (v)} za neko v gde je {\displaystyle c(u,v)-f(u,v)>0}.

### Push-relabel algoritam
Push-relabel algoritmi generalno imaju ovakav raspored:
1. Sve dok se može izvršiti push ili relabel operacija
  1. Izvrši legalan push, ili
  2. Izvrši legalan relabel

Složenost ovih algoritama je generalno {\displaystyle O(V^{2}E)}.

### Pražnjenje
U relabel-to-front algoritmu, pražnjenje na čvoru u je sledeća operacija:
1. Sve dok je {\displaystyle \mathrm {visak} (u)>0}:
  1. Ako nisu sve komšije isprobane od poslednje relabel operacije:
    1. Pokušaj da izvršiš operaciju push na nekom od neisprobanih komšija.

  2. Inače: Izvrši operaciju relabel nad u

Ovo zahteva da je za svaki čvor poznato koji čvorovi su isprobani od poslednjeg relabel-a.

### Relabel-to-front algoritam, FIFO implementacija
U relabel-to-front algoritmu, red operacija push i relabel je zadat na sledeći način:
1. Pošalji što je moguće veći deo toka iz s.
2. Sagradi listu svih temena osim s i t.
3. Sve dok nismo prošli kroz celu listu:
  1. Isprazni trenutno najviše teme
  2. Ako se visina najviše tačke izmenila:
    1. Pomeri trenutnu najvišu tačku na početak liste
    2. Ponovi prolazak kroz listu iz početka

Složenost ovog algoritma je {\displaystyle O(V^{3})}.
Primer implementacije u C-u:
```
	
#include
 
<stdlib.h>

	
#include
 
<stdio.h>

	
#define NODES 6

	
#define MIN(X,Y) X < Y ? X : Y

	
#define INFINITE 10000000

	
void
 
push
(
const
 
int
 
**
C
,
 
int
 
**
F
,
 
int
 
*
excess
,
 
int
 
u
,
 
int
 
v
)
 
{

		
int
 
send
 
=
 
MIN
(
excess
[
u
],
 
C
[
u
][
v
]
 
-
 
F
[
u
][
v
]);

		
F
[
u
][
v
]
 
+=
 
send
;

		
F
[
v
][
u
]
 
-=
 
send
;

		
excess
[
u
]
 
-=
 
send
;

		
excess
[
v
]
 
+=
 
send
;

	
}

	
void
 
relabel
(
const
 
int
 
**
C
,
 
const
 
int
 
**
F
,
 
int
 
*
height
,
 
int
 
u
)
 
{

		
int
 
v
;

		
int
 
min_height
 
=
 
INFINITE
;

		
for
 
(
v
 
=
 
0
;
 
v
 
<
 
NODES
;
 
v
++
)
 
{

			
if
 
(
C
[
u
][
v
]
 
-
 
F
[
u
][
v
]
 
>
 
0
)
 
{

				
min_height
 
=
 
MIN
(
min_height
,
 
height
[
v
]);

				
height
[
u
]
 
=
 
min_height
 
+
 
1
;

			
}

		
}

	
}

	
void
 
discharge
(
const
 
int
 
**
C
,
 
int
 
**
F
,
 
int
 
*
excess
,
 
int
 
*
height
,
 
int
 
*
seen
,
 
int
 
u
)
 
{

		
while
 
(
excess
[
u
]
 
>
 
0
)
 
{

			
if
 
(
seen
[
u
]
 
<
 
NODES
)
 
{

				
int
 
v
 
=
 
seen
[
u
];

				
if
 
((
C
[
u
][
v
]
 
-
 
F
[
u
][
v
]
 
>
 
0
)
 
&&
 
(
height
[
u
]
 
>
 
height
[
v
])){

					
push
(
C
,
 
F
,
 
excess
,
 
u
,
 
v
);

				
}

				
else

					
seen
[
u
]
 
+=
 
1
;

			
}
 
else
 
{

				
relabel
(
C
,
 
F
,
 
height
,
 
u
);

				
seen
[
u
]
 
=
 
0
;

			
}

		
}

	
}

	
void
 
moveToFront
(
int
 
i
,
 
int
 
*
A
)
 
{

		
int
 
temp
 
=
 
A
[
i
];

		
int
 
n
;

		
for
 
(
n
 
=
 
i
;
 
n
 
>
 
0
;
 
n
--
){

			
A
[
n
]
 
=
 
A
[
n
-1
];

		
}

		
A
[
0
]
 
=
 
temp
;

	
}

	
int
 
pushRelabel
(
const
 
int
 
**
C
,
 
int
 
**
F
,
 
int
 
source
,
 
int
 
sink
)
 
{

		
int
 
*
excess
,
 
*
height
,
 
*
list
,
 
*
seen
,
 
i
,
 
p
;

		
excess
 
=
 
(
int
 
*
)
 
calloc
(
NODES
,
 
sizeof
(
int
));

		
height
 
=
 
(
int
 
*
)
 
calloc
(
NODES
,
 
sizeof
(
int
));

		
seen
 
=
 
(
int
 
*
)
 
calloc
(
NODES
,
 
sizeof
(
int
));

		
list
 
=
 
(
int
 
*
)
 
calloc
((
NODES
-2
),
 
sizeof
(
int
));

		
for
 
(
i
 
=
 
0
,
 
p
 
=
 
0
;
 
i
 
<
 
NODES
;
 
i
++
){

			
if
((
i
 
!=
 
source
)
 
&&
 
(
i
 
!=
 
sink
))
 
{

				
list
[
p
]
 
=
 
i
;

				
p
++
;

			
}

		
}

		
height
[
source
]
 
=
 
NODES
;

		
excess
[
source
]
 
=
 
INFINITE
;

		
for
 
(
i
 
=
 
0
;
 
i
 
<
 
NODES
;
 
i
++
)

			
push
(
C
,
 
F
,
 
excess
,
 
source
,
 
i
);

		
p
 
=
 
0
;

		
while
 
(
p
 
<
 
NODES
 
-
 
2
)
 
{

			
int
 
u
 
=
 
list
[
p
];

			
int
 
old_height
 
=
 
height
[
u
];

			
discharge
(
C
,
 
F
,
 
excess
,
 
height
,
 
seen
,
 
u
);

			
if
 
(
height
[
u
]
 
>
 
old_height
)
 
{

				
moveToFront
(
p
,
list
);

				
p
=
0
;

			
}

			
else

				
p
 
+=
 
1
;

		
}

		
int
 
maxflow
 
=
 
0
;

		
for
 
(
i
 
=
 
0
;
 
i
 
<
 
NODES
;
 
i
++
)

			
maxflow
 
+=
 
F
[
source
][
i
];

		
free
(
list
);

		
free
(
seen
);

		
free
(
height
);

		
free
(
excess
);

		
return
 
maxflow
;

	
}

	
void
 
printMatrix
(
const
 
int
 
**
M
)
 
{

		
int
 
i
,
j
;

		
for
 
(
i
 
=
 
0
;
 
i
 
<
 
NODES
;
 
i
++
)
 
{

			
for
 
(
j
 
=
 
0
;
 
j
 
<
 
NODES
;
 
j
++
)

				
printf
(
"%d
\t
"
,
M
[
i
][
j
]);

			
printf
(
"
\n
"
);

		
}

	
}

	
int
 
main
(
void
)
 
{

		
int
 
**
flow
,
 
**
capacities
,
 
i
;

		
flow
 
=
 
(
int
 
**
)
 
calloc
(
NODES
,
 
sizeof
(
int
*
));

		
capacities
 
=
 
(
int
 
**
)
 
calloc
(
NODES
,
 
sizeof
(
int
*
));

		
for
 
(
i
 
=
 
0
;
 
i
 
<
 
NODES
;
 
i
++
)
 
{

			
flow
[
i
]
 
=
 
(
int
 
*
)
 
calloc
(
NODES
,
 
sizeof
(
int
));

			
capacities
[
i
]
 
=
 
(
int
 
*
)
 
calloc
(
NODES
,
 
sizeof
(
int
));

		
}

		
//Sample graph

		
capacities
[
0
][
1
]
 
=
 
2
;

		
capacities
[
0
][
2
]
 
=
 
9
;

		
capacities
[
1
][
2
]
 
=
 
1
;

		
capacities
[
1
][
3
]
 
=
 
0
;

		
capacities
[
1
][
4
]
 
=
 
0
;

		
capacities
[
2
][
4
]
 
=
 
7
;

		
capacities
[
3
][
5
]
 
=
 
7
;

		
capacities
[
4
][
5
]
 
=
 
4
;

		
printf
(
"Capacity:
\n
"
);

		
printMatrix
(
capacities
);

		
printf
(
"Max Flow:
\n
%d
\n
"
,
 
pushRelabel
(
capacities
,
 
flow
,
 
0
,
 
5
));

		
printf
(
"Flows:
\n
"
);

		
printMatrix
(
flow
);

		
return
 
0
;

	
}

```

Primer implementacije u Python-u:
```
  
def
 
relabel_to_front
(
C
,
 
source
,
 
sink
):

     
n
 
=
 
len
(
C
)
 
# C is the capacity matrix

     
F
 
=
 
[[
0
]
 
*
 
n
 
for
 
_
 
in
 
xrange
(
n
)]

     
# residual capacity from u to v is C[u][v] - F[u][v]

     
height
 
=
 
[
0
]
 
*
 
n
 
# height of node

     
excess
 
=
 
[
0
]
 
*
 
n
 
# flow into node minus flow from node

     
seen
   
=
 
[
0
]
 
*
 
n
 
# neighbours seen since last relabel

     
# node "queue"

     
nodelist
 
=
 
[
i
 
for
 
i
 
in
 
xrange
(
n
)
 
if
 
i
 
!=
 
source
 
and
 
i
 
!=
 
sink
]

     
def
 
push
(
u
,
 
v
):

         
send
 
=
 
min
(
excess
[
u
],
 
C
[
u
][
v
]
 
-
 
F
[
u
][
v
])

         
F
[
u
][
v
]
 
+=
 
send

         
F
[
v
][
u
]
 
-=
 
send

         
excess
[
u
]
 
-=
 
send

         
excess
[
v
]
 
+=
 
send

     
def
 
relabel
(
u
):

         
# find smallest new height making a push possible,

         
# if such a push is possible at all

         
min_height
 
=
 
∞

         
for
 
v
 
in
 
xrange
(
n
):

             
if
 
C
[
u
][
v
]
 
-
 
F
[
u
][
v
]
 
>
 
0
:

                 
min_height
 
=
 
min
(
min_height
,
 
height
[
v
])

                 
height
[
u
]
 
=
 
min_height
 
+
 
1

     
def
 
discharge
(
u
):

         
while
 
excess
[
u
]
 
>
 
0
:

             
if
 
seen
[
u
]
 
<
 
n
:
 
# check next neighbour

                 
v
 
=
 
seen
[
u
]

                 
if
 
C
[
u
][
v
]
 
-
 
F
[
u
][
v
]
 
>
 
0
 
and
 
height
[
u
]
 
>
 
height
[
v
]:

                     
push
(
u
,
 
v
)

                 
else
:

                     
seen
[
u
]
 
+=
 
1

             
else
:
 
# we have checked all neighbours. must relabel

                 
relabel
(
u
)

                 
seen
[
u
]
 
=
 
0

     
height
[
source
]
 
=
 
n
   
# longest path from source to sink is less than n long

     
excess
[
source
]
 
=
 
Inf
 
# send as much flow as possible to neighbours of source

     
for
 
v
 
in
 
xrange
(
n
):

         
push
(
source
,
 
v
)

     
p
 
=
 
0

     
while
 
p
 
<
 
len
(
nodelist
):

         
u
 
=
 
nodelist
[
p
]

         
old_height
 
=
 
height
[
u
]

         
discharge
(
u
)

         
if
 
height
[
u
]
 
>
 
old_height
:

             
nodelist
.
insert
(
0
,
 
nodelist
.
pop
(
p
))
 
# move to front of list

             
p
 
=
 
0
 
# start from front of list

         
else
:

             
p
 
+=
 
1

     
return
 
sum
(
F
[
source
])

```

Primetimo da gornja implementacija nije previše efikasna. Sporija je od Edmonds-Karpovog algoritma čak i za guste grafove. Da bismo ga ubrzali, možemo uraditi bar dve stvari:
- Napraviti listu komšija za svaki čvor, i neka indeks posecen[u] bude iterator za ovaj čvor, umesto da obilazimo sve čvorove.
- Ukoliko postoji {\displaystyle k} takvo da ni za jedan čvor {\displaystyle u} ne važi, {\displaystyle \mathrm {visina} (u)=k}, možemo podesiti {\displaystyle \mathrm {visina} (u)=\max(\mathrm {visina} (u),\mathrm {visina} (s)+1)} za sve čvorove, osim za {\displaystyle s} za koji je {\displaystyle \mathrm {visina} (u)>k}. Ovo je zbog toga što svako takvo {\displaystyle k} predstavlja minimalan rez grafa , i nijedan deo toka neće ići iz čvorova {\displaystyle S=\{u\mid \mathrm {visina} (u)>k\}} u čvorove {\displaystyle T=\{v\mid \mathrm {visina} (v)<k\}}. Ako {\displaystyle (S,T)} nije bio minimalan rez, postojala bi ivica {\displaystyle (u,v)} takva da {\displaystyle u\in S}, {\displaystyle v\in T} i {\displaystyle c(u,v)-f(u,v)>0}. Ali onda {\displaystyle \mathrm {visina} (u)} nikada ne bi bila veća od {\displaystyle \mathrm {visina} (v)+1}, što je kontradiktorno tome da je {\displaystyle \mathrm {visina} (u)>k} i {\displaystyle \mathrm {visina} (v)<k}.